# 펀위안향

펀위안 향의 위치

펀위안향(한국어: 분원향, 중국어: 芬園鄉, 병음: Fēnyuán Xiāng)은 중화민국 장화 현의 향이다. 넓이는 38.0824km2이고, 인구는 2015년 8월 기준으로 24,040명이다.

## 지리
장화 현의 북동부의 장화 현, 난터우 현, 타이중 현의 3현이 만나는 곳에 위치한다.

## 교통
- 국도 3호선